# Kieling & Co.
Kieling & Co. war ein deutscher Hersteller von Automobilen.

## Unternehmensgeschichte
Das Unternehmen aus Frankfurt am Main begann 1924 mit der Produktion von Automobilen. Die Markennamen lauteten Kieling und Kico. Außerdem stellte das Unternehmen Auto-Feuerspritzen und Bootsmotoren her. Nach 1926 endete die Produktion.

## Fahrzeuge
Im Angebot standen vier Modelle mit Vierzylindermotoren. Dies waren der 4/12 PS, 5/15 PS, der 6/18 PS bzw. 6/25 PS sowie der 7/21 PS bzw. 7/30 PS bzw. 7/32 PS. Eine Besonderheit war, dass das Unternehmen die Motoren selber herstellte. Es gab die Karosserieformen zweisitziger und viersitziger Tourenwagen, Limousine und Lieferwagen.